# Неофициальная шахматная олимпиада 1926
II-я неофициальная шахматная олимпиада состоялась в Будапеште в июле 1926 года во время конгресса ФИДЕ.
Как и на I-й неофициальной Олимпиаде 1924 года, организаторы планировали провести соревнования по индивидуальному и командному зачету, но на этот раз турниры должны были происходить независимо друг от друга. Если индивидуальные соревнования прошли довольно удачно и собрали сильнейших шахматистов Центральной Европы, то главным недостатком командного турнира стало небольшое количество команд — всего четыре. Они сыграли круговой турнир в один круг. Результаты были такими:
1. Венгрия — 9 очков
2. Югославия — 8
3. Румыния — 5
4. Германия — 2

Австрия и Чехословакия не явились на турнир.
Хотя организация оказалась неидеальной, этот турнир, тем не менее, стал основой для проведения первой официальной олимпиады, которая прошла в Лондоне в 1927 году. Турнир в Будапеште окончательно определил количество шахматистов (четыре) и форму соревнований — круговой турнир.

## Составы команд

### Венгрия
Э. Штейнер (½ из 1), Штерк (1 из 2), Вайда (1½ из 2), Недьеши (2½ из 3), Баконьи (2 из 2), Ш. Циннер (1½ из 2)

### Югославия
Костич, Асталош, С. Чирич, Дьёрдь

### Румыния
Балог, Броди, Тиролер, Й. Мендельсон, Прока

### Германия
Мориц, Шёнман, Махате, Рюштер

## Результаты матчей
Команды могли свободно варьировать порядок расположения участников в команде. Сборная Югославии этим правом не пользовалась. Сборная Германии один раз поменяла местами участников №№ 3 и 4. Сборная Румынии меняла местами лидеров команды. Венгры свободно меняли состав, при этом не проиграв ни одной партии.

### 1 тур
| Германия |       | Венгрия   |          | Югославия |         | Румыния |
| -------- | ----- | --------- | -------- | --------- | ------- | ------- |
| Мориц    | ½ : ½ | Штерк     | Костич   | 1 : 0     | Балог   |         |
| Шёнман   | 0 : 1 | Недьеши   | Асталош  | 1 : 0     | Броди   |         |
| Махате   | 0 : 1 | Ш. Циннер | С. Чирич | 1 : 0     | Тиролер |         |
| Рюштер   | 0 : 1 | Баконьи   | Дьёрдь   | ½ : ½     | Прока   |         |
| ½        |       | 3½        | 3½       |           | ½       |         |

### 2 тур
| Венгрия   |       | Румыния    |        | Германия |          | Югославия |
| --------- | ----- | ---------- | ------ | -------- | -------- | --------- |
| Вайда     | 1 : 0 | Броди      | Мориц  | ½ : ½    | Костич   |           |
| Штерк     | ½ : ½ | Балог      | Шёнман | 0 : 1    | Асталош  |           |
| Недьеши   | 1 : 0 | Мендельсон | Рюштер | ½ : ½    | С. Чирич |           |
| Ш. Циннер | ½ : ½ | Прока      | Махате | 0 : 1    | Дьёрдь   |           |
| 3         |       | 1          | 1      |          | 3        |           |

### 3 тур
| Югославия |       | Венгрия    |         | Румыния |        | Германия |
| --------- | ----- | ---------- | ------- | ------- | ------ | -------- |
| Костич    | ½ : ½ | Э. Штейнер | Броди   | 1 : 0   | Мориц  |          |
| Асталош   | ½ : ½ | Вайда      | Балог   | ½ : ½   | Шёнман |          |
| С. Чирич  | ½ : ½ | Недьеши    | Тиролер | 1 : 0   | Махате |          |
| Дьёрдь    | 0 : 1 | Баконьи    | Прока   | 1 : 0   | Рюштер |          |
| 1½        |       | 2½         | 3½      |         | ½      |          |

## Индивидуальный турнир
Вскоре после олимпиады в Будапеште прошел международный турнир.
Основная статья — Будапешт 1926
Результаты: 1—2. Э. Грюнфельд и М. Монтичелли — по 9½ из 15, 3—5. Г. Кмох, А. Рубинштейн и Ш. Такач — по 9, 6. Г. Надь — 8½, 7—8. Э. Колле и Р. Рети — по 8, 9—10. Г. Матисон и С. Тартаковер — по 7½, 11. А. Вайда — 6½, 12—14. Ф. Ейтс, К. Хаваши и Э. Штейнер — по 6, 15. Л. Прокеш — 5½, 16. Е. Зноско-Боровский — 4½.